# Chiesa della Madonna delle Grazie dei Macellai

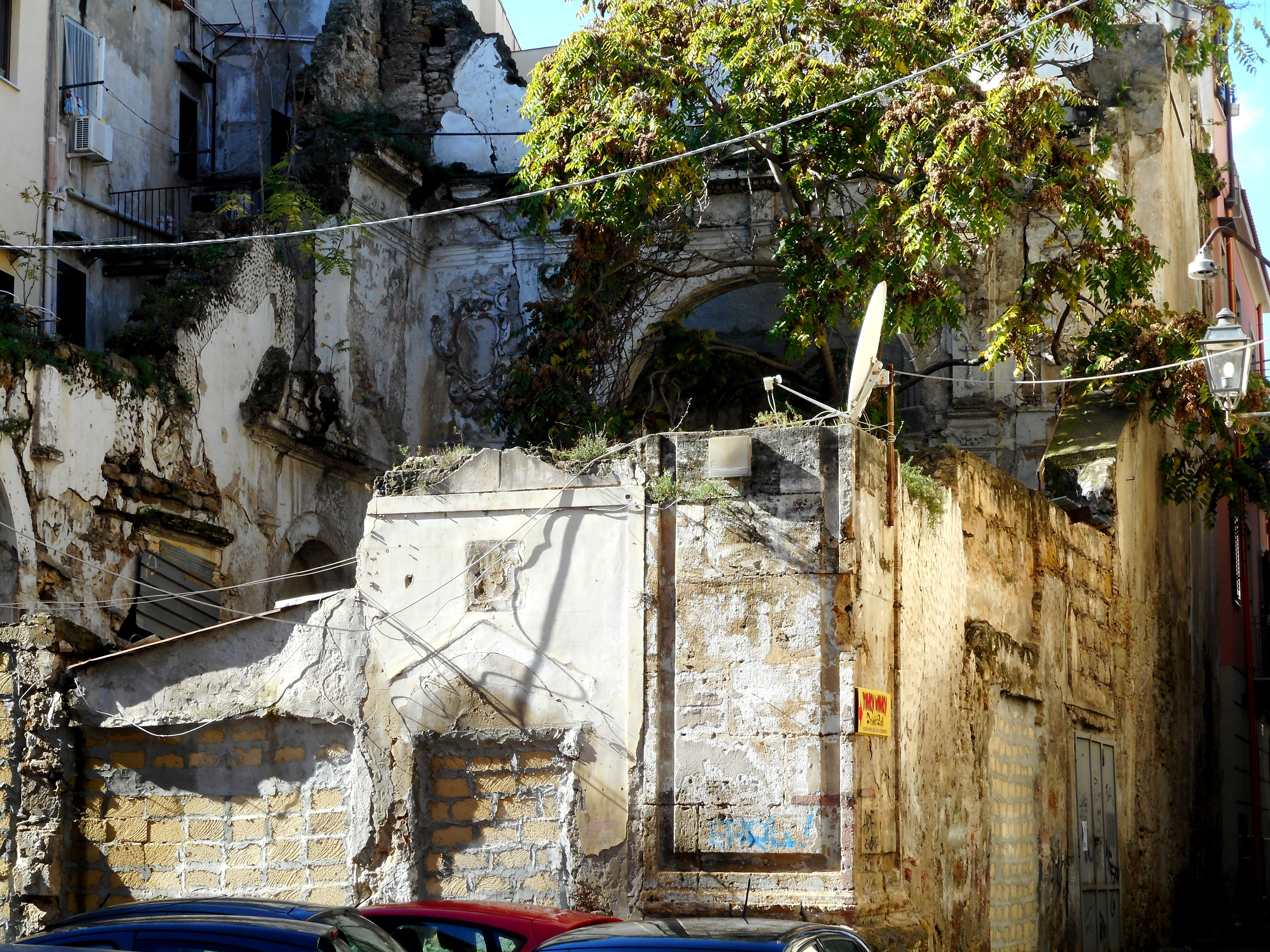
Ruderi della chiesa

La chiesa della Madonna delle Grazie dei Macellai è un edificio di culto situato nel centro storico di Palermo in «Piazza dei Caldomai» nel quartiere del Capo nel mandamento di Monte di Pietà - Seracaldio - Capo.

## Storia
- 1543, Cappella della Madonna della Pietà e del Beato Gerardo. La Confraternita di San Rocco concede alla corporazione dei macellai il permesso di costruire la cappella nella chiesa di San Rocco presso «Porta Oscura».[2]

La nuova chiesa è costruita nel 1589 dalla maestranza dei macellai.
- 1620, Costruzione del cappellone.[3]
- 1943, Durante la seconda guerra mondiale è colpita dai bombardamenti e da allora è rimasta priva di copertura.
- Tra il 2010 e il 2014[4], esposta alle intemperie e spesso sede di attività commerciali abusive, la Chiesa è stata posta sotto sequestro dal nucleo tutela patrimonio artistico della polizia municipale. La struttura attualmente versa in grave stato di pericolo e degrado.

## Interno
Sull'altare maggiore è posto il quadro raffigurante la Madonna delle Grazie con San Francesco di Paola e San Leonardo.
Nei rimanenti sei altari laterali vi erano collocate delle opere andate ormai perdute.
- Navata sinistra.
  - Prima campata: Altare di San Giuseppe.[5]
  - Seconda campata: Altare della Vergine Addolorata. Statua Vergine addolorata.[5]
  - Terza campata: Altare della Deposizione. Quadro Deposizione di Gesù Cristo dalla Croce[5]
- Navata destra. 
  - Prima campata: Altare della Vergine del Carmelo. Quadro della Vergine del Carmelo con Santa Lucia e Santa Caterina d'Alessandria. Quadro di Sant'Antonio di Padova.[5]
  - Seconda campata: Altare dell'Ecce Homo. Altare dell'Ecce Homo.[5]
  - Terza campata: Cappella del Santissimo Crocifisso. Quadro di Sant'Antonio Abate protettore del ceto.[5]

Attualmente sono presenti i resti delle parti artistiche ed architettoniche che un tempo ornavano il complesso monumentale.